# Прядунов, Фёдор Савельевич
Фë́дор Саве́льевич Прядуно́в (1694, Каргополь, Архангелогородская губерния, Русское царство — март 1753, Москва, Российская империя) — землепроходец, рудоискатель, архангелогородский купец, первым начал нефтяной промысел на Руси.
Поиском серебряных и свинцовых руд в Поморье занимался в 1725 году. Вместе со своими товарищами Е. М. Собинским и Ф. Я. Чирцовым обнаружили серебро в самородном виде на Медвежьем острове в Белом море в 1732 году.

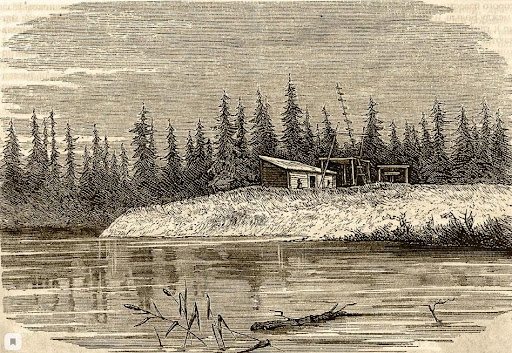
Нефтяной завод Фёдора на реке Ухта.

Позже, увлечённый добычей полезных ископаемых, он начал поиски в Печорском крае. Там, на месте будущего города Ухта он основал первый на Руси нефтяной промысел. Здесь на реке Ухта он нашёл нефтяной ключ и, проявив изобретательность, наладил добычу редкого для той поры ископаемого.
18 ноября 1745 года Фёдору Савельевичу Берг-коллегией города Москва было официально разрешено построить на реке Ухта нефтяной завод. По предписанию Берг-коллегии, купец должен был построить его на свои деньги и дважды в год посылать в Москву рапорты и выплачивать десятинный налог.
Спустя 8 месяцев (в августе 1746 года) с поверхности реки была добыта первая нефть. Собрав 40 пудов, землепроходец отправился в Москву, где в лаборатории получил керосиноподобный продукт. Берг-коллегия специальным указом обязала его поставлять «двоенную» и натуральную нефть в главную Московскую аптеку.
Но судьба нефтяного промысла оказалась трагичной, в 1752 году за неуплату налогов, Фёдора Савельевича посадили в долговую тюрьму в Москве. В 1753 году в ней же он и скончался.
В архивных документах последнее упоминание о «Заводе Прядунова» относится к 1782 году.